# Anne-Antoine-Jules de Clermont-Tonnerre
Anne Antoine Jules de Clermont-Tonnerre, né le 1er janvier 1749 à Paris et mort le 21 février 1830 à Toulouse, fut homme d'Église, évêque, archevêque et cardinal français, puis duc et pair de France.

## Biographie

### Origines et jeunesse
Deuxième fils de Jules Charles Henri, duc de Clermont-Tonnerre et de Marie Anne Julie Le Tonnelier de Breteuil. Après des études de théologie à la Sorbonne, à l'issue desquelles il est reçu docteur, il devient vicaire général de Besançon pendant cinq ans.
Abbé de Montier-en-Der, dans le diocèse de Châlons. Député du second ordre de l'Assemblée du Clergé en 1772, il devient membre de l'Académie de Besançon, en 1779. Dans son discours d'investiture, faisant l'éloge de la presse écrite, il proclame Johannes Gutenberg « bienfaiteur de l'humanité ».

### Épiscopat et exil
Le 25 février 1782, il est ordonné évêque de Châlons-en-Champagne.
Sa candidature ayant été présentée par le roi de France le 23 décembre 1781. Consacré le 14 avril 1782, au noviciat dominicain de Paris, par Alexandre Angélique de Talleyrand-Périgord, archevêque de Reims, assisté de César-Guillaume de La Luzerne, évêque de Langres, et par Louis-Apollinaire de la Tour du Pin-Montauban, évêque de Nancy.
Duc et pair de France, il est élu député des États généraux, le 25 mars 1789 par le bailliage de Châlons-sur-Marne. À cette occasion, il proteste contre les décrets de la Constitution relatifs au clergé, signe l'Exposition des principes et s'exile ensuite au château de Gemert (Hollande) et Allemagne. Conformément au concordat de 1801, il présente sa démission du gouvernement pastoral de son diocèse le 15 décembre 1801 et rentre en France.
Il est à nouveau pair de France le 4 juin 1814. Il retourne à Châlons en 1817 mais le diocèse, qui avait été supprimé en 1801, ne sera pas immédiatement rétabli. Le 28 août 1820, il est nommé archevêque de Toulouse.

### Cardinalat
Lors du consistoire du 2 décembre 1822, il est élevé au rang de cardinal-prêtre par Pie VII. Il reçoit sa barrette rouge de cardinal le 20 novembre 1823 et le titre cardinalice de SS. Trinità al Monte Pincio le 24 novembre 1823. Il participe au conclave de 1823 (qui élit Léon XII) et reçoit, la même année le titre de duc de Clermont-Tonnerre, à titre personnel, et de pair de France.
Il participe également au conclave de 1829 (qui élit Pie VIII).
Il meurt le 21 février 1830 à Toulouse. Son corps est exposé et il est enterré dans le chœur de la cathédrale Saint-Étienne de Toulouse (caveau nord). Il est avec le cardinal Anne Louis Henri de La Fare, archevêque de Sens, un des seuls survivants parmi les membres de l'épiscopat de l'Ancien Régime.